# Стадион под Дубном
Стадион под Дубном (слч. Štadión pod Dubňom) је фудбалски стадион у словачком граду Жилини, на коме своје утакмице игра ФК Жилина. Тренутно се реновира и проширује (радови су отпочели 2006. године и планира се њихово окончање 2011. године).
Након распада Чехословачке 1993. године, ФК Жилина је пет пута била првак државе (2002, 2003, 2004, 2007. и 2010), три пута другопласирана (2005, 2008. и 2009) и три пута је освајала Супер Куп Словачке (2003, 2004. и 2007), што је чини најуспешнијом екипом у Словачкој по броју освојених титула (ФК Слован из Братиславе је такође освојио пет титула) и најуспешнијом екипом по броју освојених бодова.
Сам стадион је направљен 1941. године око терена који је клуб користио од свог оснивања, а током прве деценије XXI века је постао пети стадион у Словачкој који је добио расвету. Рекордан број гледалаца на стадиону је 25.000, забележен 1953. године на утакмици против московског Динама, док је данашњи капацитет стадиона 7.781 места за седење.
- Јужна трибина, намењена гостујућим навијачима
- Полувреме утакмице ФК Жилина-ФК Слован на стадиону под Дубном (09.05.2009)